# Vieux Moulin (Étaples)
De Vieux Moulin is een windmolen in de tot het Franse departement Pas-de-Calais behorende stad Étaples.
De molen is van het type torenmolen en werd gebouwd in natuursteen. De molen was, voor de restauratie in 2011, in slechte staat: de kap was verdwenen en het interieur was overwoekerd.
Na de restauratie had de molen weer een kap, maar er werd geen volwaardig wiekenkruis aangebracht.